# Ceratostoma notarisii
Ceratostoma notarisii är en svampart som beskrevs av Sacc. 1875. Ceratostoma notarisii ingår i släktet Ceratostoma och familjen Ceratostomataceae.   Inga underarter finns listade i Catalogue of Life.